# Xanthorrhoea
Xanthorrhoea Sm., 1798 è un genere di piante monocotiledoni endemico dell'Australia.
La classificazione APG IV assegna il genere alla famiglia Asphodelaceae, come unico genere della sottofamiglia Xanthorrhoeoideae.

## Etimologia
Il nome del genere deriva dal greco xanthos (ξανθος) = giallo e rhoia (ροία) = flusso, in riferimento alla resina gialla prodotta da queste piante.

## Descrizione

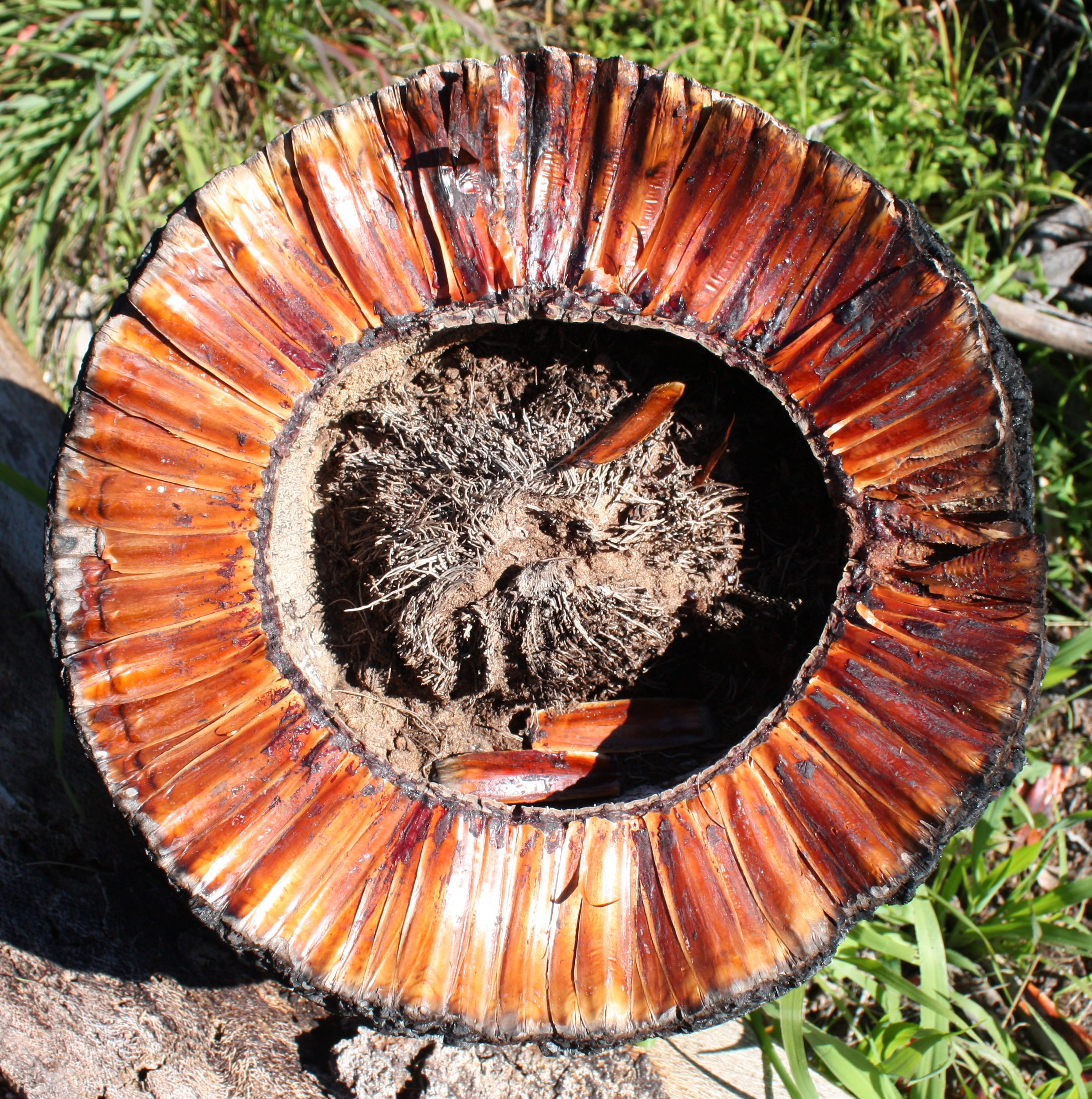
Il "tronco" delle Xanthorrhoea è un anello cavo delimitato dai residui delle basi foliari.

Comprende specie perenni il cui fusto, sotterraneo in alcune specie, alto fino a 7 m in altre, è delimitato dall'accumulo dei residui delle basi foliari attorno al vero e proprio tessuto meristematico secondario; alla base delle foglie, aghiformi, lunghe 30–140 cm, sono presenti delle ghiandole che secernono una resina vegetale aromatica, che compatta i residui foliari, costituendo una barriera impermeabile all'aria, all'acqua e anche al fuoco.

I fiori sono riuniti in una lunga infiorescenza a spiga che in alcune specie può raggiungere la lunghezza di alcuni metri. La fioritura, che avviene in diversi periodi a seconda delle specie, può essere stimolata dagli incendi.

## Tassonomia
Comprende le seguenti specie:
- Xanthorrhoea acanthostachya D.J.Bedford
- Xanthorrhoea acaulis (A.T.Lee) D.J.Bedford
- Xanthorrhoea arborea R.Br.
- Xanthorrhoea arenaria D.J.Bedford
- Xanthorrhoea australis R.Br.
- Xanthorrhoea bracteata R.Br.
- Xanthorrhoea brevistyla D.A.Herb.
- Xanthorrhoea brunonis Endl.
- Xanthorrhoea caespitosa D.J.Bedford
- Xanthorrhoea concava (A.T.Lee) D.J.Bedford
- Xanthorrhoea drummondii Harv.
- Xanthorrhoea fulva (A.T.Lee) D.J.Bedford
- Xanthorrhoea glauca D.J.Bedford
- Xanthorrhoea gracilis Endl.
- Xanthorrhoea johnsonii A.T.Lee
- Xanthorrhoea latifolia (A.T.Lee) D.J.Bedford
- Xanthorrhoea macronema F.Muell. ex Benth.
- Xanthorrhoea malacophylla D.J.Bedford
- Xanthorrhoea media R.Br.
- Xanthorrhoea minor R.Br.
- Xanthorrhoea nana D.A.Herb.
- Xanthorrhoea platyphylla D.J.Bedford
- Xanthorrhoea preissii Endl.
- Xanthorrhoea pumilio R.Br.
- Xanthorrhoea quadrangulata F.Muell.
- Xanthorrhoea resinosa Pers.
- Xanthorrhoea semiplana F.Muell.
- Xanthorrhoea thorntonii Tate

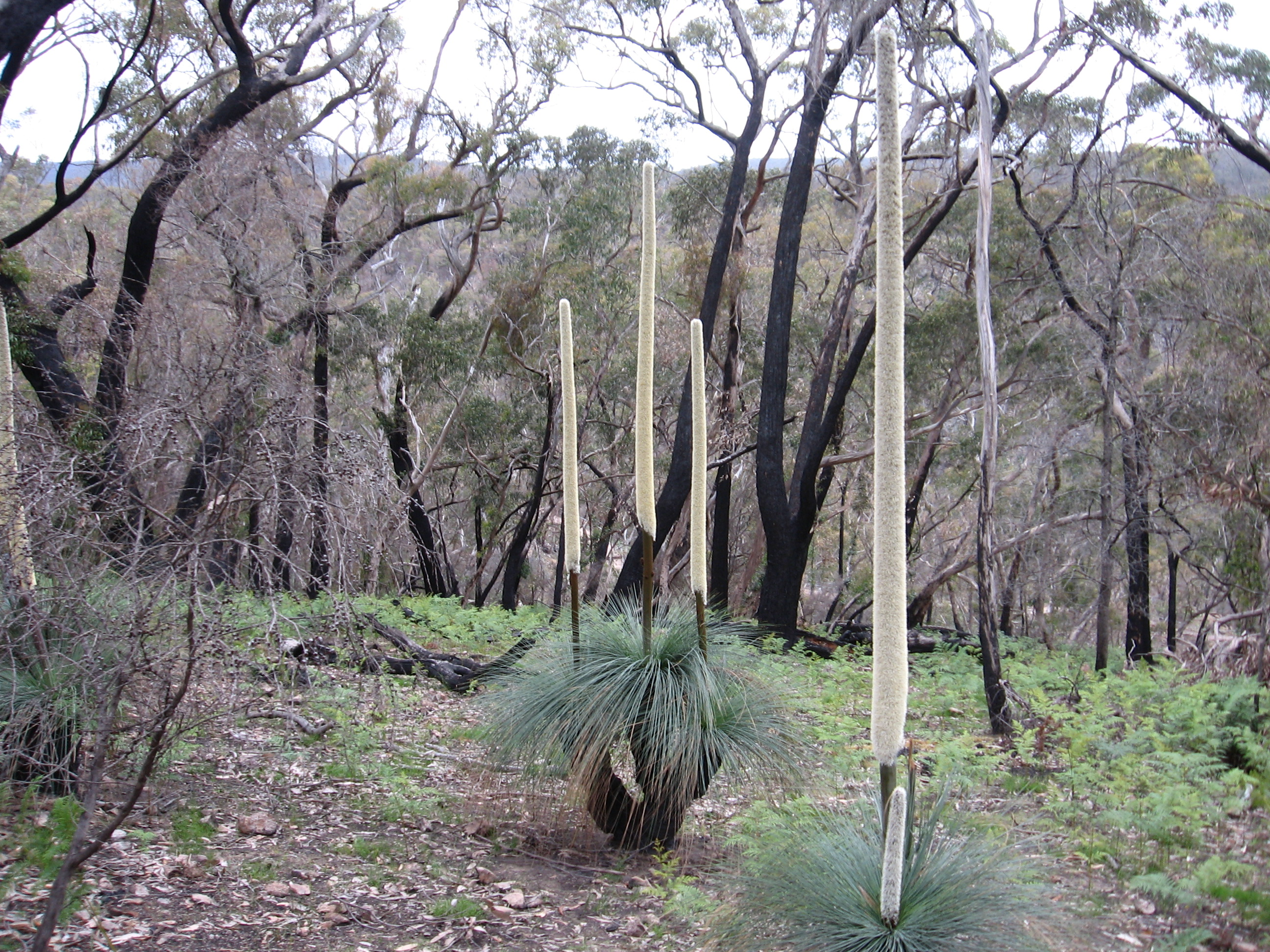
Xanthorrhoea australis
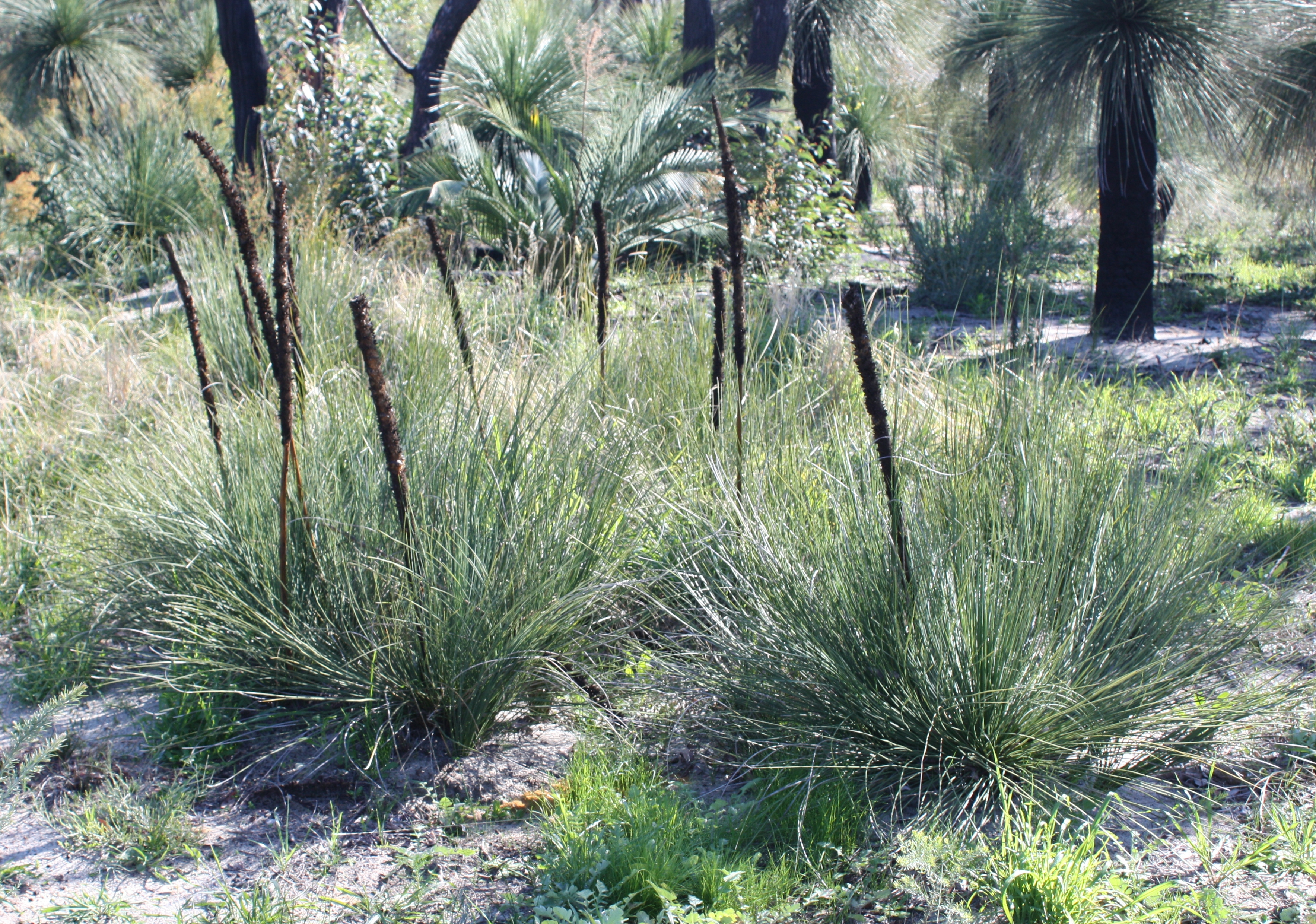
Xanthorrhoea brunonis
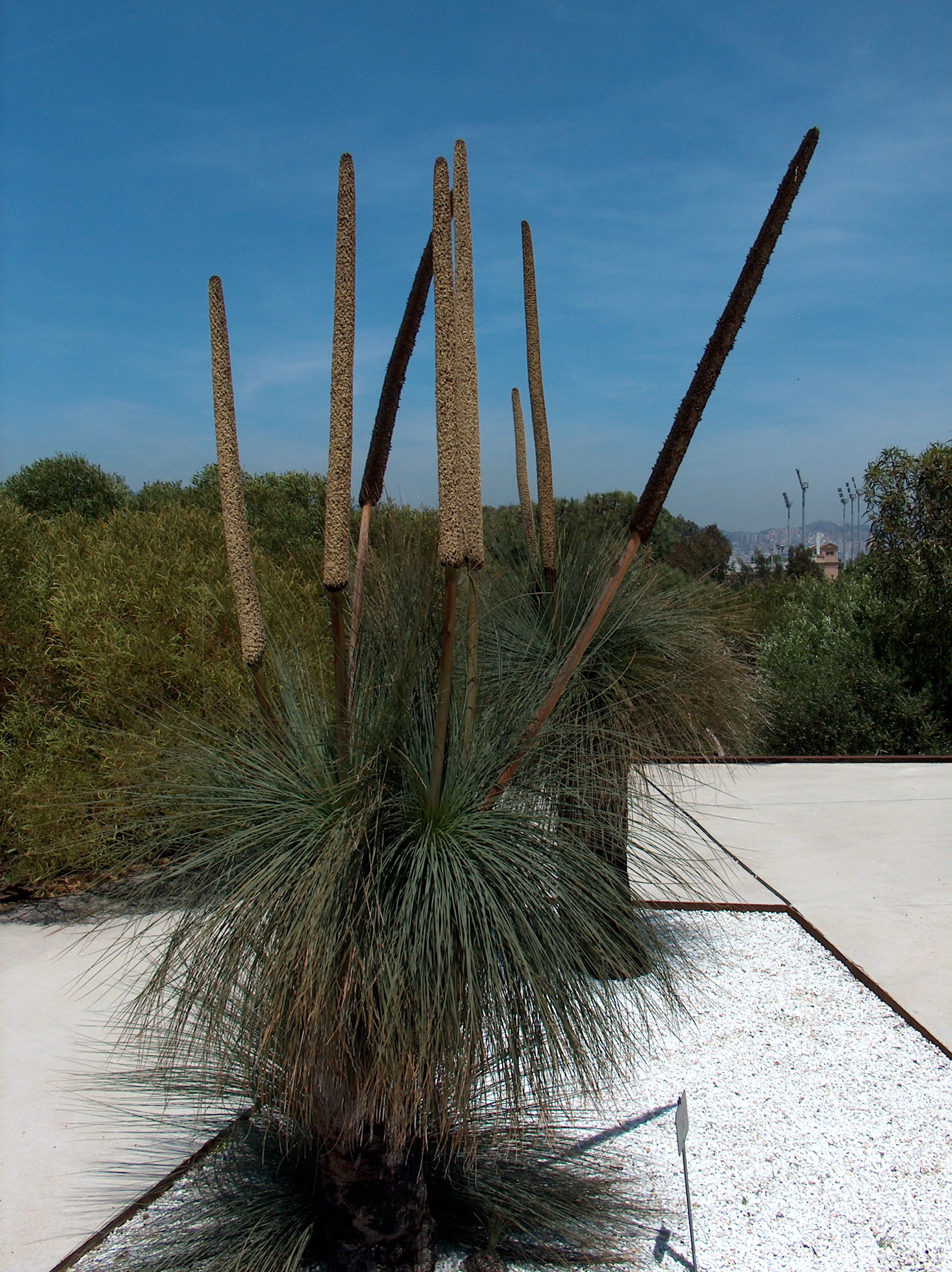
Xanthorrhoea glauca
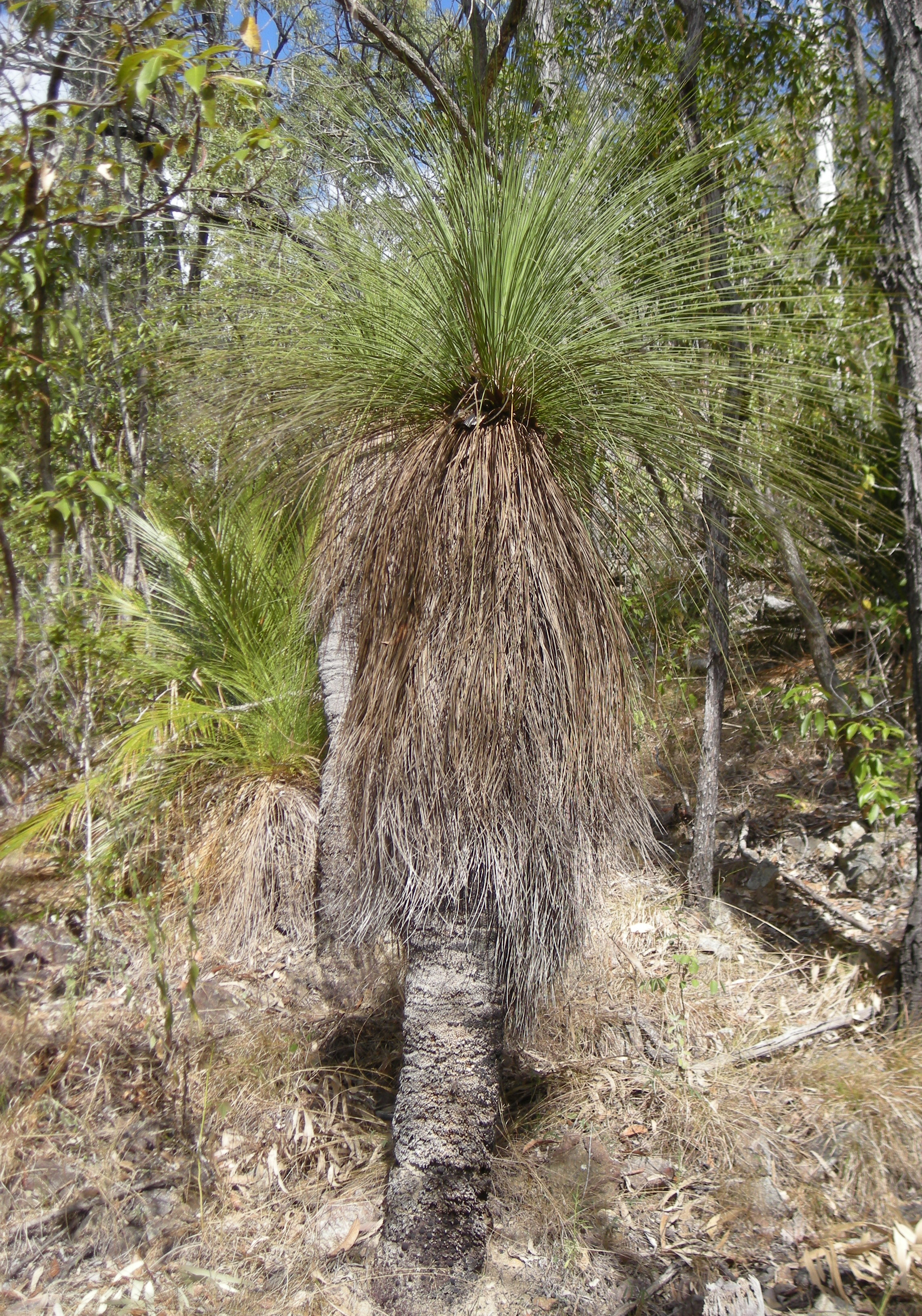
Xanthorrhoea latifolia
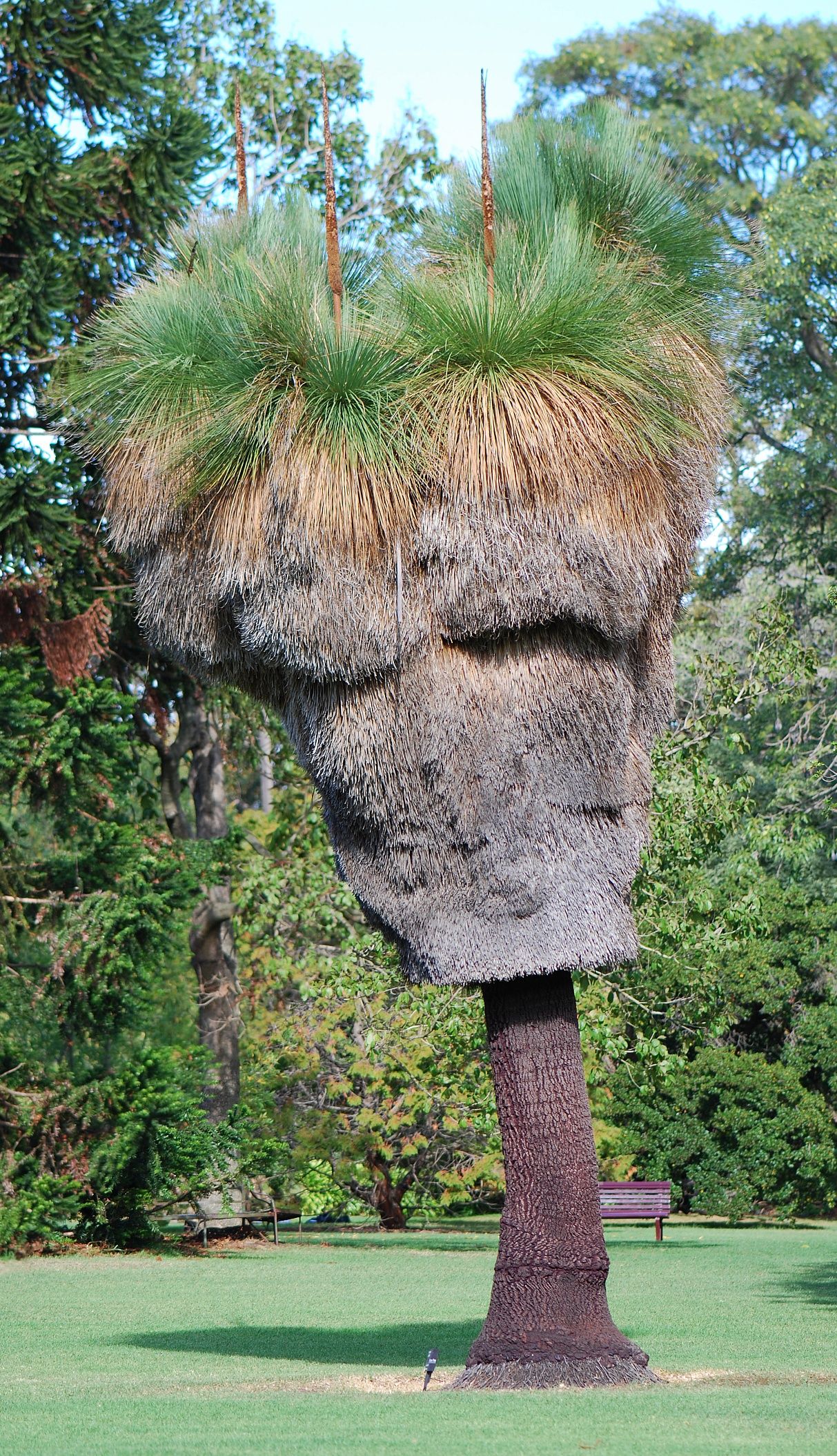
Xanthorrhoea malacophylla
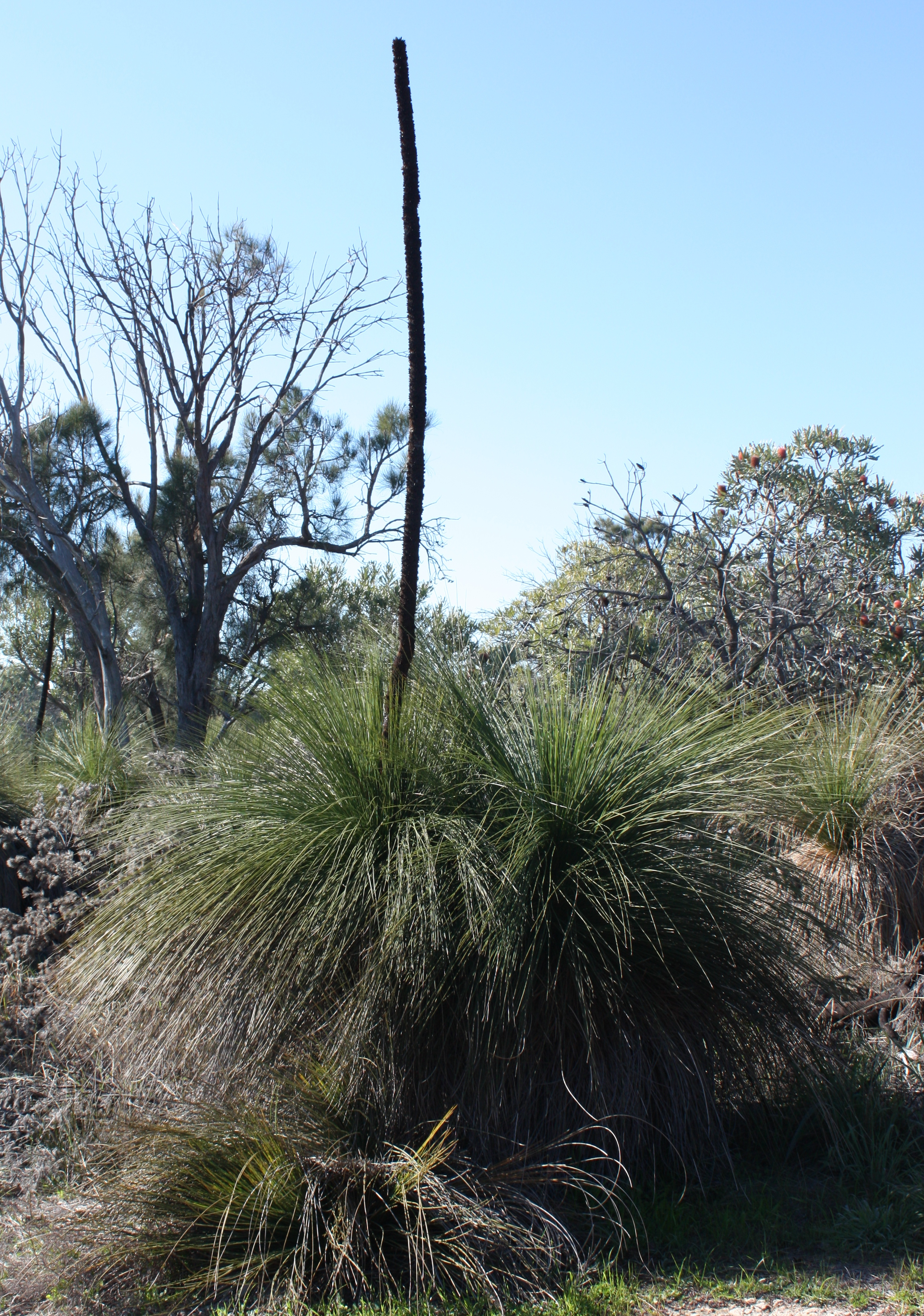
Xanthorrhoea preissii
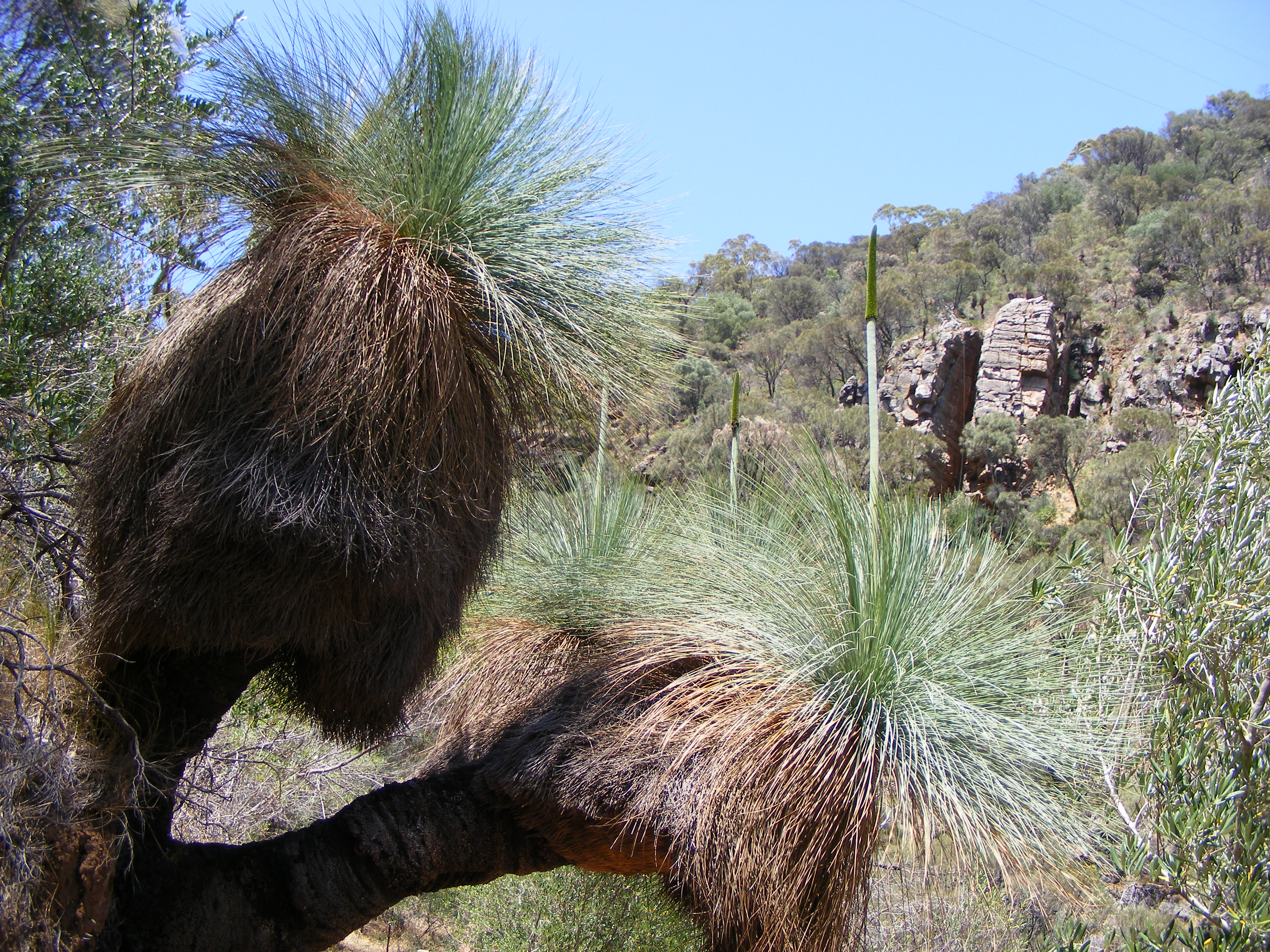
Xanthorrhoea quadrangulata
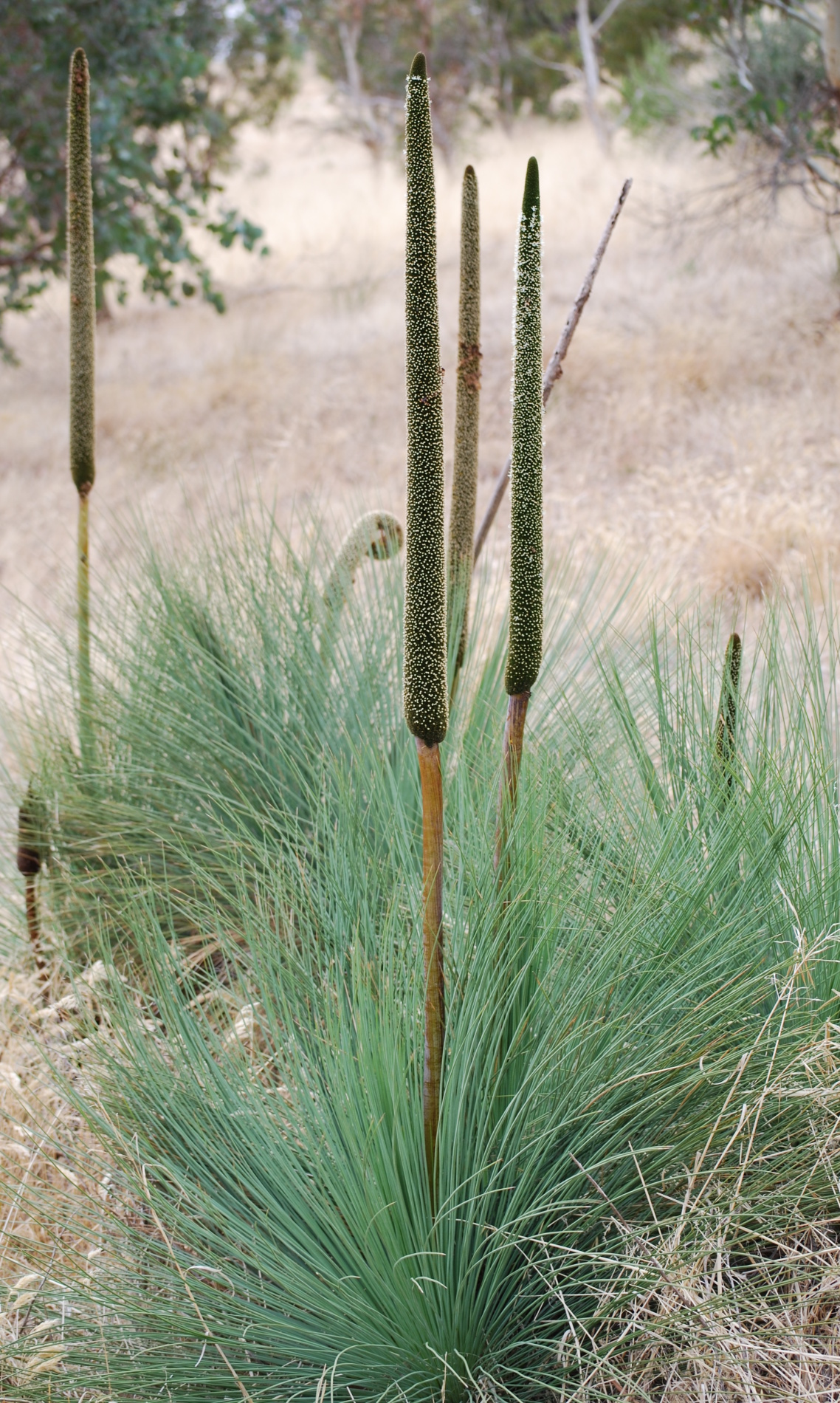
Xanthorrhoea semiplana

## Usi
Dagli arbusti di varie specie di Xanthorrhoea (X. quadrangulata, X. australis, X. arborea) viene estratta la scialacca, una resina vegetale di colore giallastro, tradizionalmente utilizzata dagli aborigeni australiani come adesivo per la riparazione di oggetti, e attualmente impiegata per la creazione di vernici e lacche e per la realizzazione di fuochi pirotecnici.